# Pyroréflectométrie

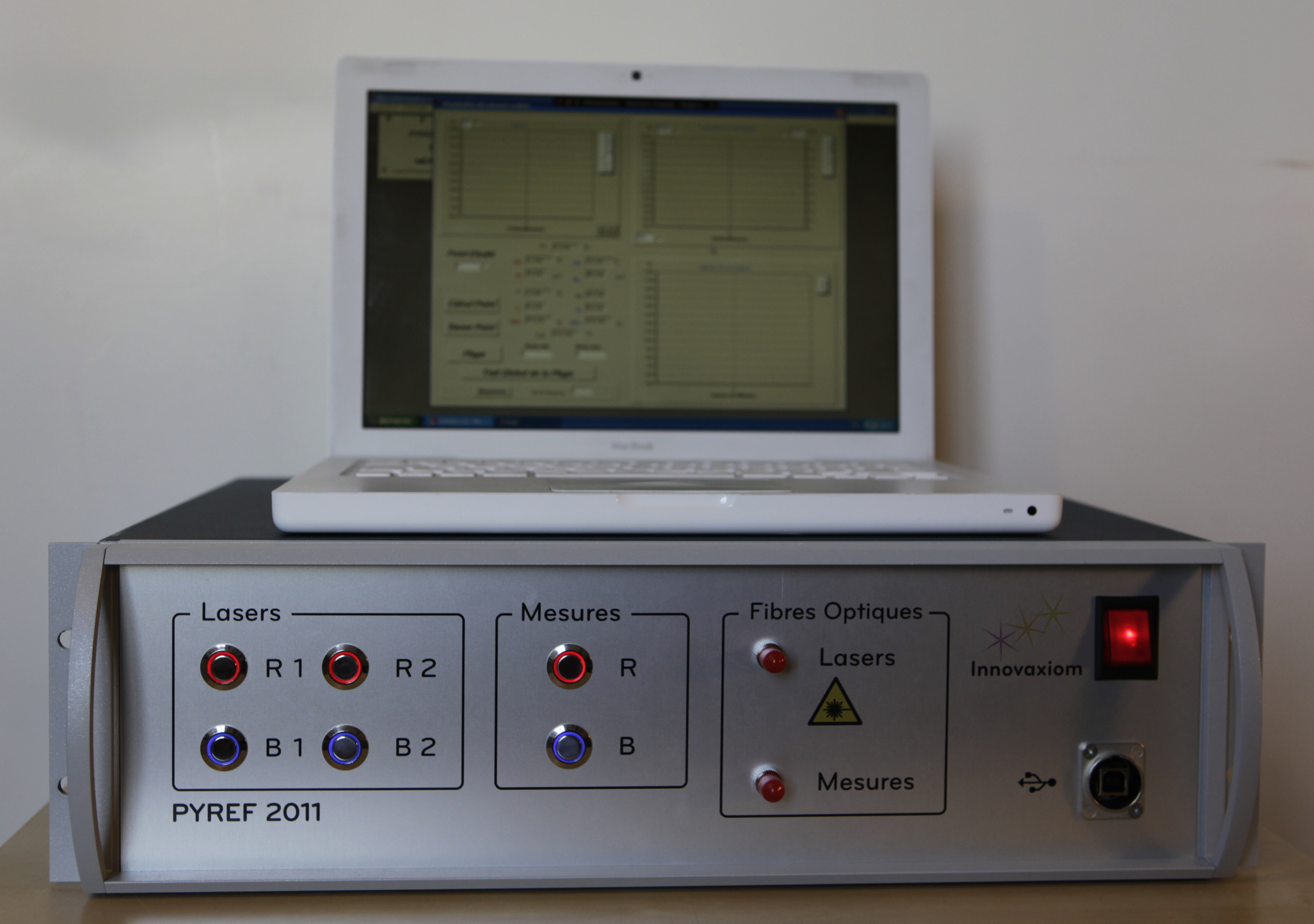
Un pyroréflectomètre réalisé par Hélicoïdée

Développé au laboratoire PROMES-CNRS par Daniel Hernandez, la pyroréflectométrie est un procédé qui permet de mesurer la température réelle et l'émissivité d'un matériau par voie optique. Inventé dans les années 1970 par des chercheurs du laboratoire IMP, il a depuis abouti à la conception et à la fabrication de prototypes et de méthodes d'analyse utilisées par l'industrie.
La pyrométrie optique établit la température d'un matériau grâce à la mesure de l'intensité de la lumière qu'il émet. La loi de Planck relie, à longueur d'onde fixe, ces deux grandeurs et permet de les déduire l'une de l'autre. Elle n'est applicable que dans le cas d'un corps parfait et donc, imaginaire. Si les scientifiques veulent vraiment parvenir à leurs fins, les lois du rayonnement thermique leur imposent de connaître aussi les propriétés d'émission lumineuse de l'objet. Il a été conçu un appareil capable de réaliser simultanément ces deux opérations, le « pyroréflectomètre à sonde à fibres optiques ». Cet instrument mesure la lumière émise ainsi que réfléchie par le matériau. En travaillant à la fois sur deux ou trois longueurs d'onde, les calculs permettent de déduire la température de surface de n'importe quel corps opaque. Mieux, profitant du fait que la réflectivité d'un objet varie avec l'état de sa surface, on est aussi capable de suivre, en temps réel, le processus d'usure de pièces mécaniques comme les plaquettes de frein, l'état d'oxydation d'une paroi interne d'un moteur de la fusée Ariane, voire la ductilité de tôles de carrosserie de voiture.
Le principe de la pyroréflectométrie bicolore s’appuie sur la mesure de deux températures de luminance et de deux réflectivités directionnelles à deux longueurs d’onde suffisamment proches pour considérer que les indicatrices de réflexion du matériau sont identiques dans ce domaine spectral indépendamment de la température.
Actuellement, l'entreprise Phonoptics est la seule a fabriquer et commercialiser un capteur utilisant ce principe pour une mesure dans la gamme 500 à 1500°C.